# Programa de Monumentos, Arte y Archivos
El Programa de Monumentos, Arte y Archivos  bajo las secciones de casos civiles y gobierno militar de los Aliados fue establecido en 1943 para ayudar a proteger la propiedad cultural en las zonas de guerra durante y después de la Segunda Guerra Mundial. El grupo, de aproximadamente  400 hombres de servicio y civiles trabajaron con fuerzas militares para salvaguardar monumentos históricos y culturales de los daños de la guerra, y una vez el conflicto fuese acabado, para buscar y devolver trabajos de arte y otros productos de importancia cultural que habían sido robados por los nazis o escondidos a buen recaudo. 
Muchas de las personas que formaban parte de la MFAA (Monuments Fine Arts and Archieve program), en español programa de Monumentos, Arte y Archivos, también conocidos como Monuments Men, fueron para tener una trayectoria más prolífica. En gran parte, los historiadores de arte y el personal del museo, tuvieron labores formativas en el desarrollo de muchas de las mejores instituciones culturales de los Estados Unidos,  incluyendo  la Galería Nacional de Arte, el Museo Metropolitano de Arte, y el  New York City Ballet, así como en museos y otras instituciones en Europa.  

## Formación
Incluso antes de que Estados Unidos entrase en la Segunda Guerra Mundial, los profesionales de arte y organizaciones como el grupo de Hardvard de defensa Americana y el Consejo Americano de Sociedades Instruidas estuvieron trabajando en identificar y proteger el arte europeo y monumentos en camino de ser dañados o en peligro del saqueo Nazi. Los grupos buscaron una organización nacional afiliada con los militares la cual podría tener la misma meta. Francis Henry Taylor, director del Museo de Arte Metropolitano, llevó sus preocupaciones a Washington D. C.. Sus esfuerzos básicamente guiados a la creación por parte del presidente de Estados Unidos Franklin D. Roosevelt de la Comisión Americana para la Protección y Salvamento de los Monumentos Artísticos e Históricos en Áreas de Guerra el 23 de junio de 1943.
Lo que empezó como un cerebro confiado en el mundo de mayor calidad del se convirtió en un grupo de 345 hombres y mujeres de 13 países que se compuso en la unidad de la Sección de Monumentos, Arte y Archivos. Pasaron 1945 saliendo a la búsqueda de más de 1.000 tesoros conteniendo aproximadamente 5 millones de piezas de obras de arte y and objetos culturales robados de judíos ricos, museos, universidades, e instituciones religiosas. Y por seis años después de la rendición, un pequeño grupo de unos 60 “Monuments Men” continuaron rastreando Europa como detectives del arte.
Normalmente referida como la Comisión Roberts después de su presidente, el Tribunal Supremo de Justicia, Owen J. Roberts, el grupo fue cargado con promover la preservación de propiedades culturales en las áreas de Guerra, incluyendo los teatros de operaciones europeos, mediterráneos y del este, siempre que esta misión no interfiriese con las operaciones militares. Con su cuartel general en la Galería Nacional de Arte en Washington D. C., la Comisión redactó listas e informes sobre los tesoros culturales y se los aseguraron a las unidades militares, con la esperanza de que esos monumentos pudiesen ser protegidos cuando fuese posible. 
La Comisión ayudó a establecer la filial MMFA dentro de los Casos Civiles y las Secciones del Gobierno Militar de los ejércitos, dirigido por el comandante L. Bancel LaFarge. Después de la guerra, la Comisión Roberts ayudó a la MFAA y a las fuerzas aliadas a devolver las obras de arte confiscadas por los nazis a sus respectivos propietarios. El grupo fue disuelto en junio de 1946, cuando el Departamento de Estado quedó a cargo sobre sus deberes y funciones.
El general Dwight D. Eisenhower facilitó el trabajo de la MFAA prohibiendo el saqueo o la destrucción en estructuras de significado cultural. También ordenó repetidamente a sus fuerzas a asistir en la MFAA tanto como fuese posible. Ese suceso fue el primero en la historia que un ejército trató de luchar en una Guerra y, al mismo tiempo, reducir el daño de los monumentos culturales y su propiedad.

## Operaciones de guerra
A medida que las fuerzas Aliadas hicieron su camino a través de Europa, liberando la Europa ocupada por la Alemania nazi, los Monuments Men estuvieron presentes en pequeños números en las líneas de frente. Con la falta de manuales, recursos, o supervisión, este puñado de oficiales dependieron en su entrenamiento de museo y, en general, de su ingenio para llevar a cabo sus tareas. No había un precedente establecido para lo que confrontaron. Trabajaron en el campo bajo la rama de operaciones de la SHAEF (Fuerza Expedicionaria Aliada, en Europa, comandada por Eisenhower), y estuvo activamente involucrado en las preparaciones de guerra. Preparándose para tomar Florencia, la cual era usada por los nazis como un centro de distribución de suministros necesitado para su localización central en Italia, las tropas aliadas dependían de fotografías aéreas suministradas por la MFAA, las cuales fueron marcadas con monumentos de importancia cultural para que los pilotos pudiesen esquivar los daños tanto los lugares durante los bombardeos.
Cuando los monumentos sufrieron daños, la MFAA trabajó personalmente para evaluar los daños y ganar tiempo para los trabajos de restauraciones eventuales que podrían seguir. El official de monumentos Deane Keller tuvo un papel determinante,  salvando el Camposanto Monumental de Pisa después de que una ronda de morteros empezó un fuego que derritió el tejado principal, el cual luego destruyó un icónico fresco del siglo XIV. Keller guio un equipo de tropas y restauradores italianos y americanos en recuperar los restantes fragmentos de los frescos y en construir un tejado temporal para proteger la estructura de daños. La restauración de los frescos continua hoy en día. 
Otros incontables monumentos, Iglesias, y obras de arte fueron salvadas o protegidas por el dedicado personal de la sección de la MFAA. A menudo entrando en ciudades liberadas frente a tropas, los Monuments Men trabajaron rápidamente para evaluar el daño y realizar temporalmente reparaciones antes de moverlas con los ejércitos aliados a medida que dominaban el territorio nazi.

## Minas de sal y castillos
Las fuerzas americanas y aliadas en Europa descubrieron escondites ocultos de incalculables tesoros. Muchos fueron el producto del saqueo de Adolf Hitler y de los nazis. Otros tuvieron que ser evacuados legítimamente desde museos para ser guardados a buen recaudo. Los Monuments Men se encargaron de salvaguardarlos, catalogarlos, del traslado y del transporte de todos los trabajos desde todos estos depósitos.
En Italia, los oficiales de museos habían enviado sus propiedades a varias localizaciones en el campo como la villa toscana de Montegufoni, la cual alojó algunas de las colecciones florentinas. Tan pronto como las fuerzas Aliadas avanzaron a través de Italia, el ejército alemán se retiró al norte, robando pinturas y esculturas de estos depósitos al tiempo que huían. Cuando los alemanes llegaron a la frontera austríaca, fueron forzados a guardar gran parte de su botín en varios lugares escondidos, como el castillo de Campo Tures y una celda de cárcel en San Leonardo (Italia).
Comenzando a finales de marzo de 1945, las fuerzas aliadas comenzaron a descubrir estos depósitos escondidos en lo que podría convertirse en el “mejor tesoro cazado en la historia”. En la vacía Alemania, las fuerzas estadounidenses encontraron alrededor de 1.500 almacenes de objetos artísticos y culturales despojados de instituciones y particulares de toda Europa, como también colecciones de museo alemanas y austríacas que habían sido evacuadas para su protección.  Las fuerzas soviéticas también realizaron descubrimientos, como los tesoros del extraordinario museo de transporte de Dresde. 
Algunos de los depósitos descubiertos por los Monuments Men en Alemania, Austria e Italia fueron: 
- Berchtesgaden, Alemania: La 101.ª División Aerotransportada, conocida como las “Águilas gritonas”, encontró más de 1.000 pinturas y esculturas robadas por el alemán Reichsmarschall Hermann Wilhelm Göring. El escondite había sido evacuado desde T, Carinhall, y trasladado a Berchtesgaden en abril de 1945 para ser protegido de la invasión rusa.
- Breitenworbis, Alemania: Los Americanos encontraron cuatro féretros que contenían los restos mortales de los mejores líderes alemanes, incluyendo los de (Federico II el Grande) y los del general Paul Von Hindenburg.  También encontraron en la mina 271 pinturas, incluyendo retratos de la corte del palacio de Sanssouci en Potsdam.
- Merkers, Alemania: La mina del káiser en Merkers fue descubierta por los estadounidense al mando del general George S. Patton in en abril de 1945. Se encontró oro del Reichsbank, acompañado de 400 pinturas de los museos de Berlín y otros numerosas cajas de tesoros que fueron también descubiertas.  Más lúgubres descubrimientos incluyeron oro y objetos personales de las víctimas de los campos de concentración nazis.
- Neuschwanstein, Alemania: En torno a 6.000 objetos robados por la ERR (Einsatzstab Reichsleiter Rosenberg), incluyendo muebles, joyería, pinturas y otras pertenencias. El Monuments Man James Rorimer supervisó la evacuación del depósito, el cual contenía documentos del ERR.
- Altaussee, Austria: Este extenso complejo de minas de sal sirvió como un extenso almacén para el arte robado por los nazis, pero también contuvo propiedades de colecciones austríacas. Más de 6.500 pinturas fueron descubiertas en Altaussee. Los contenidos incluían tesoros belgas como la Madonna de Brujas de Miguel Ángel robada de la  Iglesia de Nuestra Señora (Brujas) en Brujas, y el Políptico de Gante de Jan van Eyck robado de la Catedral de San Bavón en Gante; El astrónomo de Vermeer y El arte de la pintura, los cuales iban a ser puntos claves en el Museo del Führer en Linz, Austria; y pinturas del museo Capodimonte Museum en Nápoles.
- San Leonardo, Italia:  En esta ciudad, los oficiales aliados descubrieron pinturas de la Galería Uffizi que habían sido apresuradamente descargadas por las tropas de retirada alemanas.